# Mesotritia grandjeani
Mesotritia grandjeani är en kvalsterart som först beskrevs av Zicman Feider och Suciu 1957.  Mesotritia grandjeani ingår i släktet Mesotritia och familjen Oribotritiidae. Inga underarter finns listade i Catalogue of Life.